# Bost (Francia)
Bost è un comune francese di 189 abitanti, del dipartimento dell'Allier nella regione dell'Alvernia-Rodano-Alpi.

## Società

### Evoluzione demografica
Abitanti censiti